# Lepidopsetta
Lepidopsetta is een geslacht van straalvinnige vissen uit de familie van schollen (Pleuronectidae).

## Soorten
- Lepidopsetta bilineata (Ayres, 1855) – Pacifische schol
- Lepidopsetta mochigarei Snyder, 1911
- Lepidopsetta polyxystra Orr & Matarese, 2000